# Europa central

Regiones culturales de Europa en donde se puede apreciar Europa central con su epicentro cultural y las periferias.

Europa central o Centroeuropa es la región que, como su nombre indica, engloba a las regiones que se encuentran en la parte mediana de Europa. No existe un acuerdo unánime sobre qué territorios forman esta región debido a las diferentes consideraciones de carácter histórico las cuales son más que geográficas. Cabe mencionar que Centroeuropa ha vivido muchos cambios al ser uno de los escenarios de importantes enfrentamientos bélicos como la Primera Guerra Mundial y la Segunda Guerra Mundial, que trajeron como consecuencia cambios en la estructura política.

## Geografía
Las «fronteras» entre Centroeuropa y sus vecinos están fuertemente delimitadas por barreras naturales de norte a sur, es decir, desde Europa Septentrional, Escandinavia, hasta el mar Báltico y los Alpes. Las fronteras desde Europa Occidental y Europa Oriental son confusas; además, antiguamente, las rutas de viaje eran más sencillas de este-oeste que de norte-sur, por estas razones existe una gran mezcla de culturas a lo largo de este eje.
Algunas enciclopedias, tales como la Encyclopædia Britannica o la Columbia Encyclopedia —así como el CIA World Factbook—, acuñan la locución «Europa central» como el siguiente conjunto de países:
| - Alemania - Austria - Eslovenia - Liechtenstein - Suiza |  | Países alpinos     |
| - Eslovaquia - Hungría - Polonia - República Checa       |  | Grupo de Visegrado |

La noción de «países alpinos», que se extiende hasta el mar Báltico y el mar del Norte, es dudosa. Alemania se ha considerado, sin ninguna duda, un país de Europa central, tanto por los alemanes como por otras naciones; sin embargo, durante los siglos xix y xx se ha forjado una identidad propia que la ubica al norte de los Alpes en vez de «en los Alpes». Aun así, Baviera es una parte del país significativamente alpina.
En un artículo sobre Europa en la Enciclopedia Católica de 1913 aparece Alemania, que extiende sus fronteras hasta los Balcanes, pero no Suiza en los mapas de la Europa central; Liechtenstein no se menciona.

## Historia

### Definición histórica
A lo largo de la historia otros países han pertenecido a Centroeuropa, algunos de ellos a causa de su carácter histórico, como por ejemplo haber pertenecido a una monarquía europea o imperio como la monarquía de los Habsburgo, el Sacro Imperio Romano Germánico, el Reino de Hungría, la República de las Dos Naciones o el Imperio alemán. Estos son:
- Alemania
- Austria
- Bielorrusia (partes del poniente del país)
- República Checa
- Croacia
- Eslovaquia
- Estonia
- Francia (Alsacia)
- Italia (Tirol del Sur, Trentino, Friul-Venecia Julia)
- Letonia
- Lituania
- Polonia
- Rumania (Transilvania, Bucovina)
- Serbia (Vojvodina)
- Ucrania (Galicia, Volhynia, Transcarpatia, Podolia, Bucovina).

### Edad Media
Uno de los reinos más significativos de la Centroeuropa medieval después del Sacro Imperio Romano Germánico fue, sin duda, Hungría, fundada en el año 1000 por su primer rey San Esteban I de Hungría, y gobernada posteriormente por sus sucesores, la dinastía de los Reyes Santos, hasta la desaparición de la familia en 1301. Posteriormente las Casas de Anjou, Luxemburgo y Hunyadi fueron las herederas del trono y las que siempre ampliaron las fronteras del reino multicultural y lucharon contra el Imperio otomano que constantemente abatió Europa durante varios siglos, particularmente durante el periodo de regencia del conde Juan Hunyadi de Hungría, el «gran batidor de turcos». El rey Matías Corvino de Hungría (1458-1490), gran patrocinador del Renacimiento y excelso comandante militar, organizó un ejército de mercenarios, el Ejército Negro de Hungría, con el que detuvo el avance de los turcos y conquistó Bohemia y Austria.
Igualmente Polonia y Bohemia, inicialmente ducados, después del siglo xii ascendieron al rango de reino; así, tuvieron siempre gran influencia en la política regional, y, al igual que Hungría, pertenecieron al catolicismo e intentaron desligarse de las pretensiones directas del Sacro Imperio Romano Germánico hacia ellos. En 1386, el duque de Lituania fue coronado como Vladislao II de Polonia tras haber tomado como esposa a la reina santa Eduviges I de Polonia, hija del rey húngaro, el cual a su vez había heredado el trono polaco de su tío materno Casimiro III de Polonia. Vladislao II heredó automáticamente el trono polaco, surgió la unión de los dos Estados y se llevó a cabo la cristianización de los lituanos, quienes aún eran paganos durante la época. A partir de este momento, la Mancomunidad Polaco-Lituana adquirió mayor importancia todavía de la que contaba anteriormente y consiguió acabar con las pretensiones de la Orden de los Caballeros Teutones sobre sus tierras.

### Siglosxviiyxviii
El Sacro Imperio Romano Germánico se fue dividiendo cada vez más. El principal reino dentro del imperio fue el archiducado de Austria gobernado por los Habsburgo que eran elegidos emperadores frecuentemente.
En el norte surgió un nuevo reino separado del imperio, el Reino de Prusia, que controlaba la parte septentrional del Sacro Imperio y de la República de las Dos Naciones, cada vez era más inestable.
Al sur, el Reino de Hungría incrementaba su dependencia del Sacro Imperio y en especial de Austria.

### Particiones de Polonia
Tras un periodo de inestabilidad en la República de las Dos Naciones —actuales Polonia y Lituania— Austria, Prusia y el Imperio ruso decidieron repartirse el territorio: Austria se apoderó del sur, Prusia Occidental y Rusia del este.

### Guerra de los Siete Años
Al estallar la guerra de los Siete Años, Prusia atacó a Rusia y Austria, pero, a punto de perder, Federico el Grande logró aliarse con el Imperio ruso, derrotó a Austria y le arrebató varios territorios del Sacro Imperio y de Polonia.

### Guerras napoleónicas
En 1806, Napoleón Bonaparte, emperador de Francia, invadió el Sacro Imperio; el emperador de este, Francisco I,declaró la disolución de este y cambió su título por el de emperador de Austria. Ante la invasión de Napoleón, Prusia, Austria y Rusia atacaron a Napoleón en Austerlitz, pero fueron derrotados y Napoleón arrebató a Austria los antiguos territorios del Imperio; a Prusia y Austria les quitó Polonia para formar el ducado de Varsovia. En 1813, tras la fallida invasión a Rusia por Napoleón, los tres países se aliaron y formaron la Sexta coalición.

### Congreso de Viena y revoluciones de 1848
Tras la derrota de Napoleón, las potencias vencedoras formaron un congreso en la capital del Imperio austriaco, Viena, donde se repartieron los antiguos territorios gobernados por Napoleón. Austria tomó para sí el sur del Gran Ducado de Varsovia y el noreste de Italia; Rusia tomó la mitad oriental de Polonia y parte de los Balcanes; Prusia se quedó con el noroeste de Polonia y el norte de la Confederación del Rin; además fundó, junto con Austria, la Confederación germánica.
En 1848, varias revoluciones liberales tomaron lugar en Europa, las principales en Hungría, parte del Imperio austriaco, Varsovia —capital del Zarato de Polonia— y varias ciudades alemanas bajo el protectorado de Prusia. Todas fueros sofocadas como consecuencia del apoyo de Rusia.

### Segunda mitad del sigloxixy Paz Armada
Tras las revoluciones liberales, la fuerza de los países de la Europa central creó un ambiente de paz que se rompió en 1858, cuando estalló la Guerra de Crimea donde Rusia se enfrentó al Imperio otomano, Francia y Reino Unido, esperando el apoyo de Prusia y Austria, que se mantuvieron neutrales. Rusia adoptó una actitud hostil y expansionista hacia los Balcanes alarmando así a Austria.

### Creación del Imperio Alemán
El canciller prusiano, Otto von Bismarck, inspirado en los ideales pan-germanos de la revolución de 1848, impulsó la creación de un imperio único unificando todos los reinos alemanes. Austria se oponía a estos planes, ya que quería expandirse y anexarse la Confederación germánica. En 1865 Prusia expulsó a Austria de la Confederación germánica provocando el estallido de la guerra austro-prusiana, que la primera perdió. El aliado de Austria, Francia, peleó contra Prusia en la guerra Franco-Prusiana de 1871, ganada también por esta última, coronándose así el rey de Prusia, Guillermo I, emperador del Imperio alemán en Versalles.
El imperio disfrutó de una época de prosperidad a partir del gobierno de Guillermo II, nieto de Guillermo I, que logró convertir dicho imperio en una de las potencias más importantes en Europa (después de Reino Unido), además de formar la alianza más poderosa del continente hasta entonces: la Triple Alianza de Austria-Hungría, Italia y Alemania. También presidió la Conferencia de Berlín de 1890, en la que se repartió África entre los países europeos y adquirió así territorios de ultramar.

### Primera Guerra Mundial
En 1908, Austria-Hungría se anexó Bosnia, y el Reino de Serbia protestó. Estas protestas originaron un movimiento pro-serbio que culminó en el asesinato de Francisco-Fernando, archiduque de Austria. A raíz de ello Austria invadió Serbia y Rusia respondió dando un ultimátum a Austria; finalmente, le declaró la guerra en julio de 1914. Tras esto, Alemania atacó a Rusia por la alianza que poseía con Austria, y, siendo Francia aliada de Rusia, respondió al ataque de esta. Alemania invadió Bélgica para llegar por sorpresa a Francia y por ello Reino Unido le declaró la guerra. El Imperio otomano, apoyado por Alemania y Austria atacó también el Imperio ruso.
Europa central se convirtió en el escenario de guerra entre Alemania y Rusia, que lanzó varias ofensivas.
En 1917, los bolcheviques tomaron el poder en Rusia y, en 1918, se retiraron de la guerra firmando el Tratado de Brest-Litovsk. En 1922, crearon la URSS. Aun así Alemania y el Imperio austrohúngaro fueron derrotados en 1919. Sus territorios fueron divididos y en ellos se fundaron nuevos países como Checoslovaquia, Polonia y Hungría.

### Período de entreguerras
Tras la caída de Alemania y Austria y la creación de nuevos países, Centroeuropa quedó bastante dividida. La idea pangermánica siguió viva y en 1932 subió al poder de Alemania un partido político pan-germano, el Partido Nacionalsocialista, liderado por Adolf Hitler. Este anexó a Alemania, Austria y Checoslovaquia e invadió Polonia en 1939.

### Segunda Guerra Mundial
Tras la invasión alemana de Polonia de 1939, Francia y Reino Unido declararon la guerra a Alemania, a continuación se produjo la invasión soviética de Polonia iniciándose la Segunda Guerra Mundial que ocupó Europa central. En 1941, Alemania nazi invadía la Unión Soviética.

### Guerra Fría
Después de la Segunda Guerra Mundial gran parte de Europa quedó dividida entre dos bloques políticos, sometida a la influencia de uno de los dos adversarios: los Estados Unidos de América o la Unión Soviética. Durante la Guerra Fría, el término inglés Central Europe fue acuñando poco a poco la idea de una formación de países en el extremo más oriental de aquellos pertenecientes al Pacto de Varsovia —Polonia o Hungría—, intentando especificar los países comunistas que estaban en el lado más occidental de Europa. Este uso del término continuó hasta el final del Pacto de Varsovia, cuando estos países empezaron gradualmente su transición.

### Tiempos modernos

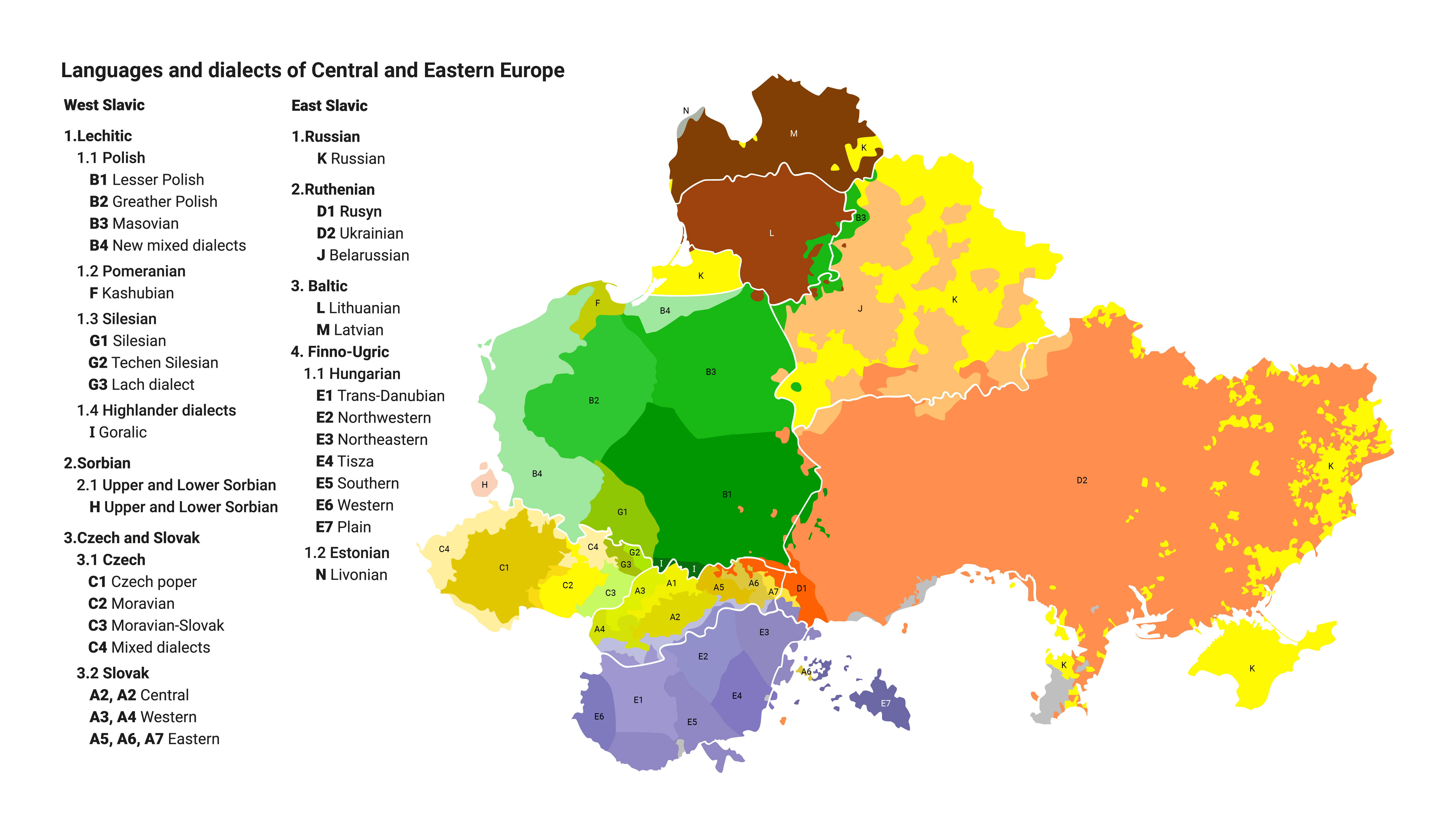
Lenguas y dialectos de Europa central y oriental.

La disolución del Pacto de Varsovia y el final de la Guerra fría tuvieron un efecto de agregación como miembros de la OTAN y de la Unión Europea.
Generalmente el término excluye:
- Los Países Bálticos
- La Rusia Ortodoxa y las regiones musulmanas
- Los Balcanes
- La península itálica

## Economía

### Desarrollo humano
| Muy alto | Low       |
| Alto     | Sin datos |
| Medio    |           |

Índice de desarrollo humano 2016 (datos de 2015).

Países en el índice de desarrollo humano (2014):
- Suiza: 0,939 (posición 3)
- Alemania: 0,926 (posición 4)
- Liechtenstein: 0,912 (posición 15)
- Luxemburgo: 0,898 (posición 20)
- Austria: 0,893 (posición 24)
- República Checa: 0,891 (posición 25)
- Eslovenia: 0,890 (posición 28)
- Polonia: 0,843 (posición 36)
- Eslovaquia: 0,845 (posición 40)
- Hungría: 0,836 (posición 43)
- Croacia: 0,827 (posición 45)
- Rumanía: 0,802 (posición 50)
- Serbia: 0,776 (posición 66)

### Monedas
Actualmente, los países centroeuropeos miembros de la eurozona son: Austria, Alemania, Croacia, Luxemburgo, Eslovaquia y Eslovenia. Bulgaria, República Checa, Hungría, Polonia y Rumania utilizan sus propias monedas (lev búlgaro; koruna checa; forint húngaro; złoty polaco; leu rumano).

### Globalización

Mapa del Índice de globalización.

Índice de globalización en los países europeos (2016):
- Austria: 89,83 (posición 4)
- Suiza: 87,01 (posición 5)
- Hungría: 85,78 (posición 9)
- Eslovaquia: 83,62 (posición 16)
- República Checa: 83,60 (posición 17)
- Polonia: 79,90 (posición 23)
- Alemania: 78,24 (posición 27)
- Eslovenia: 76,24 (posición 32)
- Croacia: 75,59 (posición 35)
- Rumania: 75,09 (posición 36)
- Serbia: 68,62 (posición 46)

### Corrupción
| 90–100 | 60–69 | 30–39 | 0–9             |
| 80–89  | 50–59 | 20–29 | Sin información |
| 70–79  | 40–49 | 10–19 |                 |

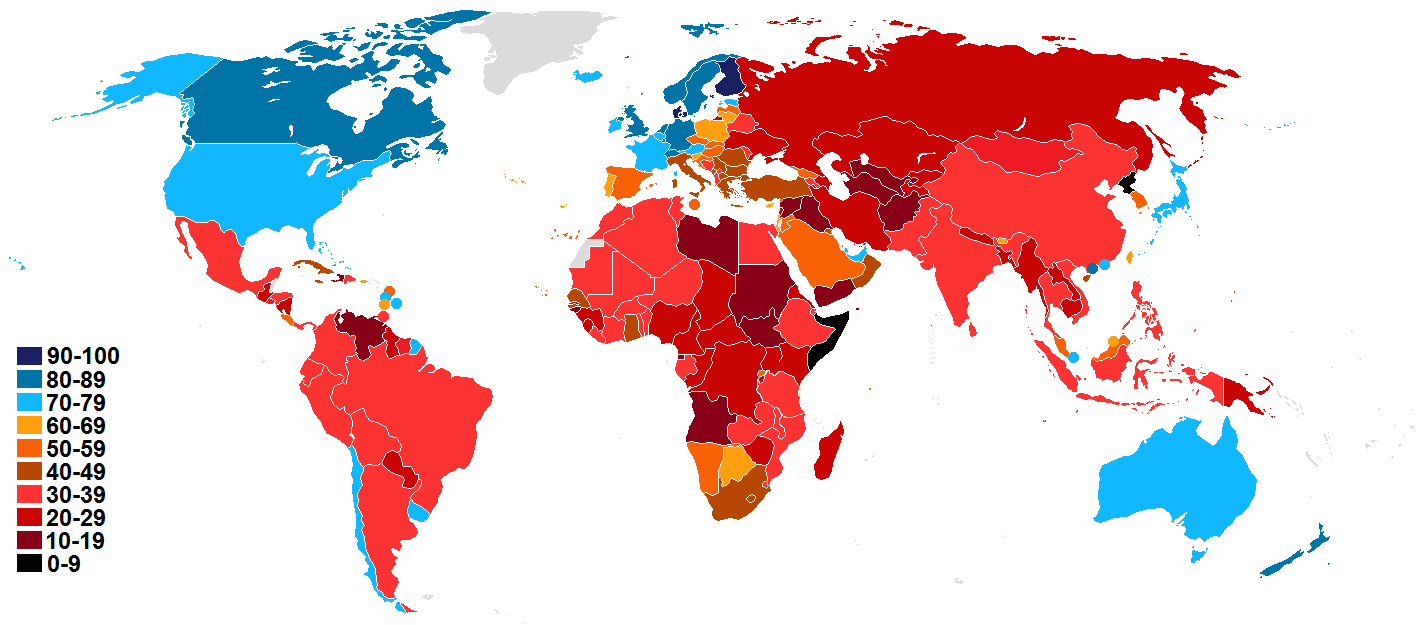
Índice de Percepción de Corrupción, resultados del año 2015.

La gran mayoría de los países centroeuropeos tienen una posición superior al promedio en el Índice de Percepción de Corrupción:
- Suiza (posición 7)
- Luxemburgo (posición 10)
- Alemania (posición 10)
- Austria (posición 16)
- Polonia (posición 30)
- Eslovenia (posición 35)
- República Checa (posición 37)
- Croacia (posición 50)
- Hungría (posición 50)
- Eslovaquia (posición 50)
- Rumania (posición 58)
- Serbia (posición 71)

## Política

### Organizaciones internacionales
Las organizaciones de Europa central incluyen (entre otros):
- Grupo de Visegrado
- Centro-pe
- Iniciativa de Centro Europa
- Acuerdo centroeuropeo de libre cambio (CEFTA)
- Middleeuropean Initiative

Países de Iniciativa de Centro Europa
Grupo de Visegrado
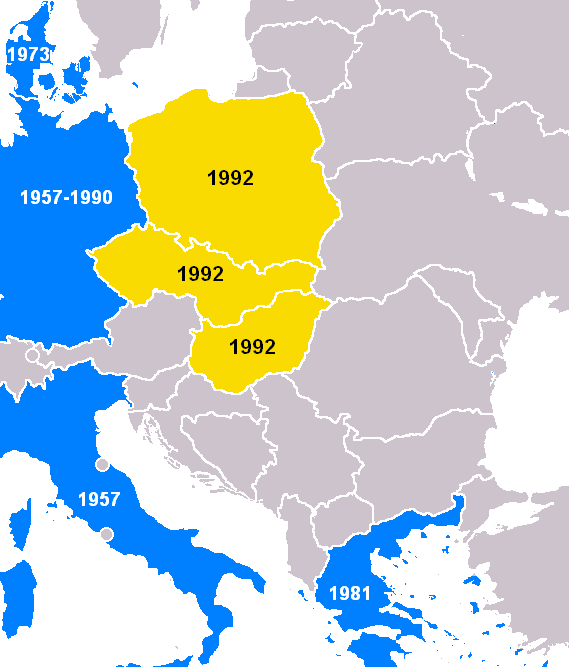
CEFTA — países fundadores
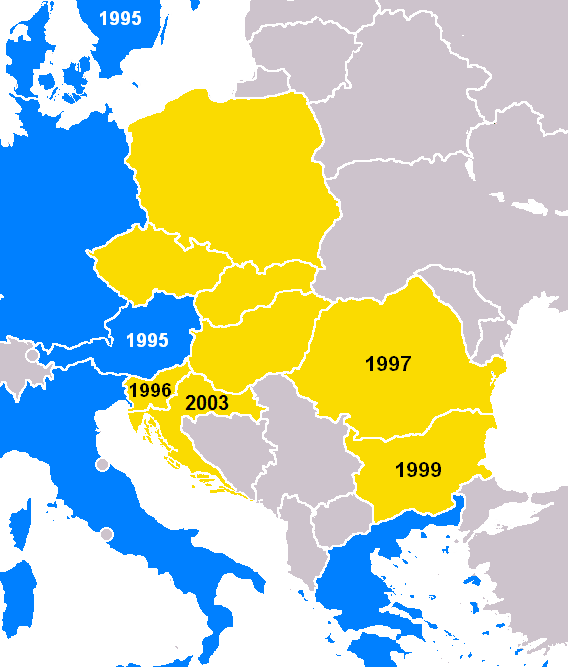
CEFTA en 2003, antes de la accesión a la EU
CEFTA en 2014

### Democracia

Índice de democracia del Economist Intelligence Unit 2012.
Democracias plenas:
9.00–10.00
8.00–8.99
Democracias imperfectas:
7.00–7.99
6.00–6.99
Regímenes híbridos:
5.00–5.99
4.00–4.99
Regímenes autoritarios:
3.00–3.99
2.00–2.99
0.00–1.99
Insufficient information, no rating:

En Centroeuropa se han desarrollado unas de las democracias más antiguas, aunque muchas de ellas se han dañado por los regímenes totalitarios, particularmente el nacionalsocialismo —Alemania, Austria y países ocupados por Alemania nazi— y el comunismo —la mayoría de Europa central—. La calidad de democracia en los países centroeuropeos es alta en la escala global:
- Suiza (posición)
- Luxemburgo (posición 11)
- Austria (posición 12)
- Alemania (posición 14)
- República Checa (posición 17)
- Eslovenia (posición 28)
- Eslovaquia (posición 40)
- Polonia (posición 44)
- Hungría (posición 49)
- Croacia (posición 50)
- Rumania (posición 59)
- Serbia (posición 66)
- Liechtenstein (no incluido)
- Luxemburgo (no incluido)

### Paz

Índice de Paz Global 2018.

Europa central es una de las regiones más seguras del mundo y casi todos los países de esta región están en el 20% de los países más pacíficos del mundo:
- Austria (posición 3)
- República Checa (posición 6)
- Suiza (posición 7)
- Eslovenia (posición 10)
- Alemania (posición 16)
- Hungría (posición 19)
- Polonia (posición 22)
- Eslovaquia (posición 24)
- Croacia (posición 26)
- Rumania (posición 31)
- Serbia (posición 48)
- Liechtenstein (no incluido)
- Luxemburgo (no incluido)

## Libertad de prensa

Índice de libertad de prensa.

La mayoría de los medios centroeuropeos se consideran libres:
- Luxemburgo (posición 4)
- Liechtenstein (posición 6)
- Austria (posición 12)
- República Checa (posición 13)
- Alemania (posición 14)
- Suiza (posición 15)
- Polonia (posición 19)
- Eslovaquia (posición 20)
- Eslovenia (posición 34)
- Rumania (posición 45)
- Serbia (posición 54)
- Hungría (posición 64)
- Croacia (posición 65)

## Educación
Europa central tiene un nivel de alfabetismo elevado dentro en la escala mundial. Todos los países superan el 96 % para ambos géneros:
| País                           | Alfabetismo (todos) | Varones | Mujeres | Criterios                                           |
| ------------------------------ | ------------------- | ------- | ------- | --------------------------------------------------- |
| -9e99                          | -9e99               | !a      | -9e99   |                                                     |
| Bandera de las Naciones Unidas | 84,1 %              | 88,6 %  | 79,7 %  | 15 años y mayores que pueden leer y escribir (2010) |
| Liechtenstein                  | 100 %               | 100 %   | 100 %   | 10 años y mayores que pueden leer y escribir        |
| Luxemburgo                     | 100 %               | 100 %   | 100 %   | 15 años y mayores que pueden leer y escribir (2000) |
| Polonia                        | 99,7 %              | 99,9 %  | 99,6 %  | 15 años y mayores que pueden leer y escribir (2011) |
| Eslovenia                      | 99,7 %              | 99,7 %  | 99,7 %  | (2010)                                              |
| Eslovaquia                     | 99,6 %              | 99,7 %  | 99,6 %  | 15 años y mayores que pueden leer y escribir (2004) |
| República Checa                | 99 %                | 99 %    | 99 %    | (2003)                                              |
| Alemania                       | 99 %                | 99 %    | 99 %    | 15 años y mayores que pueden leer y escribir (2003) |
| Hungría                        | 99 %                | 99,2 %  | 98,9 %  | 15 años y mayores que pueden leer y escribir (2011) |
| Suiza                          | 99 %                | 99 %    | 99 %    | 15 años y mayores que pueden leer y escribir (2003) |
| Croacia                        | 98,9 %              | 99,5 %  | 98,3 %  | 15 años y mayores que pueden leer y escribir (2011) |
| Austria                        | 98 %                | N/A     | N/A     | 15 años y mayores que pueden leer y escribir (2011) |
| Serbia                         | 98 %                | 99,2 %  | 96,9 %  | 15 años y mayores que pueden leer y escribir (2011) |
| Rumania                        | 97,7 %              | 98,3 %  | 97,1 %  | 15 años y mayores que pueden leer y escribir (2011) |

También superan los resultados de los exámenes de PISA en el nivel europeo: Liechtenstein y Suiza en matemáticas (posiciones 8 y 9 en la escala mundial), Polonia y Liechtenstein en ciencias (posiciones 9 y 10 en la escala mundial), Polonia en habilidad lectora (posición 10 en la escala mundial).

Índice global de alfabetización
Resultados del examen de matemáticas de PISA 2012
Resultados del examen de ciencias de PISA 2012
Resultados del examen de habilidad lectora de PISA 2012

### Idiomas
En Centroeuropa se enseña como idioma materno: el alemán, el polaco, el rumano, el checo, el húngaro, el serbio, el esloveno, el croata, el eslovaco, y el luxemburgués. Las segundas lenguas más frecuentes en las escuelas son: el inglés, el francés y el alemán
El nivel de conocimiento del inglés en la región es muy alto, alto o medio, dependiendo del país:
- Eslovenia (posición 6) —Nivel de conocimiento muy alto
- Luxemburgo (posición 8) —Nivel de conocimiento muy alto
- Polonia (posición 9) —Nivel de conocimiento muy alto
- Austria (posición 10) —Nivel de conocimiento alto
- Alemania (posición 11) —Nivel de conocimiento alto
- Rumania (posición 13) — Nivel de conocimiento alto
- República Checa (posición 15) —Nivel de conocimiento alto
- Suiza (posición 16) —Nivel de conocimiento alto
- Hungría (posición 17) —Nivel de conocimiento alto
- Eslovaquia (posición 25) —Nivel de conocimiento medio
- Croacia (no incluido)
- Liechtenstein (no incluido)
- Serbia (no incluido)

### Educación superior

#### Universidades

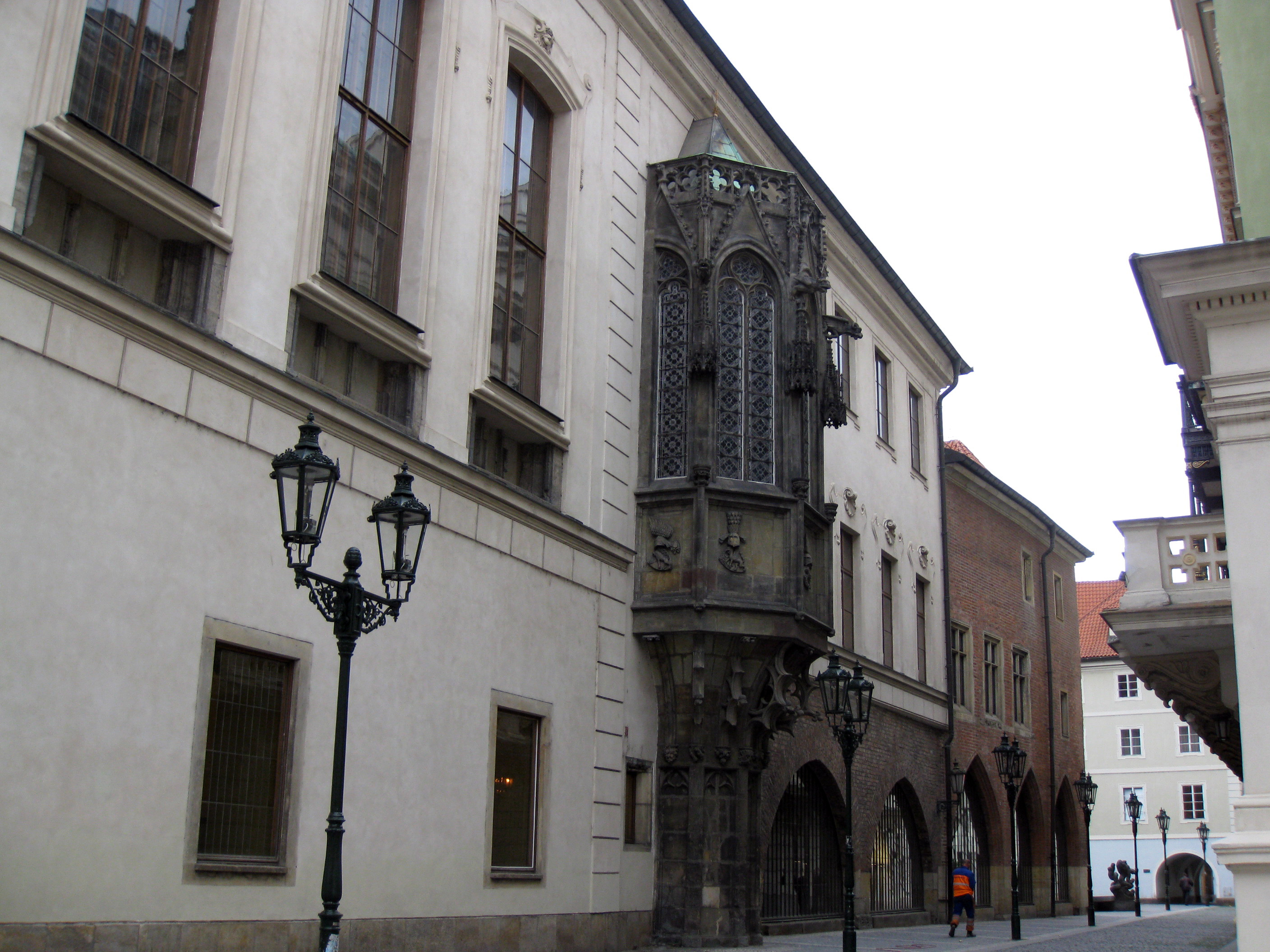
Karolinum de la Universidad Carolina en Praga.

Las primeras universidades en Europa central se establecieron en:
- República Checa, Universidad Carolina, Praga (1348)
- Polonia, Universidad Jaguelónica, Cracovia (1364)
- Austria, Universidad de Viena (1365)
- Hungría, Universidad de Pécs (1367)
- Alemania, Universidad de Heidelberg (1386)

#### Intercambio regional
El «Central European Exchange Program for University Studies» (Ceepus) es un programa internacional del intercambio de profesores y estudiantes. Incluye los siguientes países:
- Albania (2006)
- Austria (2005)
- Bosnia y Herzegovina (2008)
- Bulgaria (2005)
- Croacia (2005)
- República Checa (2005)
- Hungría (2005)
- Kosovo (2008)[11]
- Macao (2006)
- Moldavia (2011)
- Mónaco (2006)
- Polonia (2005)
- Rumania (2005)
- Serbia (2005)
- Eslovaquia (2005)
- Eslovenia (2005)

## Hora central europea
La hora central europea se utiliza en la mayoría de los países de la Unión Europea. Su nombre se refiere a los países en Centroeuropa donde se ha adoptado primero (por año):
- Hungría (1890)
- Eslovaquia (1890)
- República Checa (1891)
- Alemania (1893)
- Austria (1893)
- Polonia (1893*)[12]
- Suiza (1894)
- Liechtenstein (1894)
- Luxemburgo (1904-1918,1940-)[13]
- Serbia (antes de 1983)